# Duson
Duson is een plaats (town) in de Amerikaanse staat Louisiana, en valt bestuurlijk gezien onder Acadia Parish en Lafayette Parish.

## Demografie
Bij de volkstelling in 2000 werd het aantal inwoners vastgesteld op 1672.
In 2006 is het aantal inwoners door het United States Census Bureau geschat op 1651, een daling van 21 (-1,3%).

## Geografie
Volgens het United States Census Bureau beslaat de plaats een oppervlakte van
6,6 km², geheel bestaande uit land. Duson ligt op ongeveer 9 m boven zeeniveau.

## Plaatsen in de nabije omgeving
De onderstaande figuur toont nabijgelegen plaatsen in een straal van 16 km rond Duson.